# Rafael Fernández Castro y Pedrera
Rafael Fernández de Castro y Pedrera (La Coruña, 24 de febrero de 1883-Melilla, 5 de marzo de 1952) fue un periodista, historiador y cronista de Melilla.

## Biografía
Hijo de Rafael Fernández de Castro y Tirado, militar y Luisa Pedrera y Parte. Nació en La Coruña el 24 de febrero de 1883, pero desde 1906 vivió en Melilla. Ejerció el periodismo desde el año 1907 y cubrió como corresponsal de guerra las campañas de Marruecos, desde su inicio en 1909 a su finalización en 1927. Trabajando para las agencias Fabra, Havas y Reuter. En 1910, también era empleado de la empresa constructora del puerto de Melilla, la compañía Trasatlántica.
El 31 de diciembre de 1913 fue nombrado jefe del negociado de Estadística de la Junta de Arbitrios, el original organismo municipal de Melilla. Al año siguiente, entra como secretario general en la Cámara de Comercio de Melilla, presidida por don Pablo Vallescá, que fue su valedor.
En los años veinte, fue bibliotecario de la Unión Gremial Mercantil que presidía don Juan Montes Hoyo y del que era secretario general José Marfil García. Este pluriempleo fue típico de esa época.
En 1919, se convirtió en representante en Melilla de la Compañía Española de Colonización. Fue Presidente de la Sección de Estudios africanistas del Ateneo Científico de Melilla.
Trabajó a partir de 1908 para el diario local El Telegrama del Rif, y en 1915 fundó del periódico El Cronista que no alcanzó los tres años de vida. Luego sería corresponsal en Melilla del diario El Imparcial, Informaciones y La Luz de Madrid, así como colaborador de La Crónica Semanal de Melilla.
En sus últimos años sería colaborador de los periódicos El Telegrama del Rif, Diario de África de Tetuán y El Español de Barcelona, así como diversas revistas. Utilizando a lo largo de su dilatada carrera varios seudónimos, que en nada ocultaba su personalidad y entre los que estaban: “RAFER DE CASPE” y “El Hassani”.
Cronista Oficial de Melilla desde su nombramiento en el año 1923, también alcanzó el reconocimiento de cronista de la Harca Varela y de la aviación española.
Como historiador, destaca su obra Melilla Prehispánica, citada actualmente por ser el primero en tratar la Arqueología fenicio-púnica melillense.
En noviembre de 1910 le fue entregada Medalla de Bronce con premio y el correspondiente diploma otorgado por la Sociedad Española de Salvamento de Náufragos, de la que era miembro y en la que poco después ocupó el cargo de secretario, por su abnegada y decidida cooperación en el salvamento de los tripulantes del vapor francés Oranie. Correspondiente de la Real Academia de la Historia.
En 1937, en el contexto de la última guerra civil española, publicó elogiosas biografías de los generales del bando nacional: Franco, Mola, Varela (Melilla: Graf. Postal Express, 1937).
En diciembre de 1947 se le concede la Encomienda de la Orden de Alfonso X el Sabio. Un mes más tarde se le nombra hijo adoptivo de Melilla, concediéndosele igualmente la medalla de oro de la ciudad. En este mismo año, en una reunión del Cuerpo General de Cronistas Oficiales de España es nombrado vocal de su Patronato. En diciembre de 1949 se le concede el segundo premio de periodismo África, junto con Juan Aparicio (primer premio), Antonio Onieva, Eduardo Maldonado y Domingo Manfredi Cano. En marzo de 1950 es nombrado interventor honorario en la Oficina Regional de Intervención del Kert en Nador.